# 加德納 (緬因州)
加德納（英語：Gardiner）是美國緬因州肯納貝克縣的一個城市。面積43.0平方公里。根據2000年美國人口普查，人口6,198人。
1803年設鎮，1849年設市。